# Casimiro García
Casimiro Ignacio García Artime (12 aprile 1930 – ...) è stato un cestista cubano.

## Carriera
Ha preso parte ai Giochi della XIV Olimpiade. Ha partecipato anche ai successivi Giochi della XV Olimpiade, disputando 6 partite e segnando 26 punti.